# 李素 (永樂進士)
李素，字崇文，廣西蒼梧人，明朝政治人物。

## 生平
永樂年間登進士，以給事中出使交趾，後改授贑縣知縣。任滿後縣民乞留者有二千人，於是復任。後改廣東番禺縣拊。擢光祿寺卿。